# Baltiska cupen
Baltiska cupen (estniska: Balti turniir, lettiska: Baltijas kauss, litauiska: Baltijos taurė) är en fotbollturnering mellan Estland, Lettland och Litauen som spelas vartannat år. Regerande mästare är Estland, som 2024 vann cupen efter en straffläggning mot Litauen.

## Historia
1934, 1939 och 1940–1990 spelades inte turneringen på grund av spända förhållanden mellan länderna och Sovjetunionens ockupation. En liknande turnering spelades dock tjugo gånger mellan 1940 och 1976 under den sovjetiska perioden, då mellan Lettiska SSR, Litauiska SSR och Estniska SSR. Ett flertal gånger deltog även Vitryska SSR i den turneringen.

### Gäster
2012 och 2014 deltog Finland i turneringen. Island deltog i 2022 års upplaga och vann dessutom cupen. Färöarna var gäster i 2024 års cup.

## Medaljörer
| Land     | 1  | 2  | 3  | Vunnit år:                                                                         |
| -------- | -- | -- | -- | ---------------------------------------------------------------------------------- |
| Lettland | 14 | 14 | 2  | 1928, 1932, 1933, 1936, 1937, 1993, 1995, 2001, 2003, 2008, 2012, 2014, 2016, 2018 |
| Litauen  | 10 | 9  | 9  | 1930, 1935, 1991, 1992, 1994, 1996, 1997, 1998, 2005, 2010                         |
| Estland  | 5  | 6  | 17 | 1929, 1931, 1938, 2021, 2024                                                       |
| Island   | 1  | 0  | 0  | 2022                                                                               |
| Finland  | 0  | 1  | 1  |                                                                                    |